# Marlo Thomas
Margaret Julia «Marlo» Thomas (21 de noviembre de 1937) es una actriz, productora, autora, y activista social estadounidense, conocida por protagonizar el sitcom That Girl (1966–1971) y su franquicia para niños Free to Be... You and Me. Ha recibido cuatro Emmys, un Globo de Oro, y un Premio Peabody por su trabajo en televisión, y ha sido introducida al Broadcasting and Cable Hall of Fame. También recibió un Premio Grammy por el álbum para niños Marlo Thomas and Friends: Thanks & Giving All Year Long. En 2014, le fue otorgada la Medalla Presidencial de la Libertad.
Thomas sirve como Directora Nacional de Alcance para St. Jude Children's Research Hospital, el cual fue fundado por su padre Danny Thomas en 1962. Ella creó la campaña Thanks & Giving en 2004 para apoyar el hospital.

## Primeros años
Marlo Thomas nació el 21 de noviembre de 1937, en Detroit, Míchigan, es la hija mayor del comediante Danny Thomas (1912–1991) y su primera esposa, Rose Marie Cassaniti (1914–2000). Tiene una hermana, Terre, y un hermano, Tony Thomas, quién es un productor de películas. Su padre era un libanés-estadounidense de fe católica y su madre era siciliana-estadounidense. Su madrina fue Loretta Young.
Thomas se crio en Beverly Hills, California. Sus padres le llamaban Margo cuando era niña, aunque pronto fue conocida como Marlo, dijo al The New York Times, debido a una mala pronunciación de su apodo durante su niñez. Asistió a Marymount High School en Los Ángeles. Thomas se graduó de la Universidad del Sur de California con un título de enseñanza: «Quería una hoja de papel que dijera que estaba calificada para hacer algo en el mundo», dijo. También fue miembro de la hermandad de mujeres Kappa Alpha Theta.

## Carrera

### Carrera temprana
Thomas apareció en muchos programas de televisión que incluyen Bonanza, McHale's Navy, Ben Casey, Arrest and Trial, The Joey Bishop Show, The Many Loves of Dobie Gillis, Mi Marciano Favorito, 77 Sunset Strip, y The Donna Reed Show, entre otros. Su gran oportunidad llegó en 1965 cuando Mike Nichols la eligió para la producción londinense de Descalzo en el Parque de Neil Simon, coprotagonizada por Daniel Massey, Kurt Kasznar, y Mildred Natwick. (En 1986, una vez más elegida por Nichols en Broadway en el Social Security, de Andrew Bergman, coprotagonizada por Ron Silver y Olympia Dukakis).
Thomas y su padre, Danny, fueron elegidos como Laurie y Ed Dubro en el episodio de 1961, «Honor Bright», en la Dick Powell's Zane Grey Theatre de CBS. En la trama, Dubro, un exconvicto, se opone a los planes de su hija de casarse con un vecino, Vince Harwell (Ed Nelson). Cuando la actual esposa de Harwell llega repentinamente a la iglesia para detener la boda, Laurie huye y muere aplastada por un equipo de caballos que corre por la ciudad. Dubro trama una forma única de castigar a Harwell, pero le cuesta su propia vida en el proceso.

### That Girl

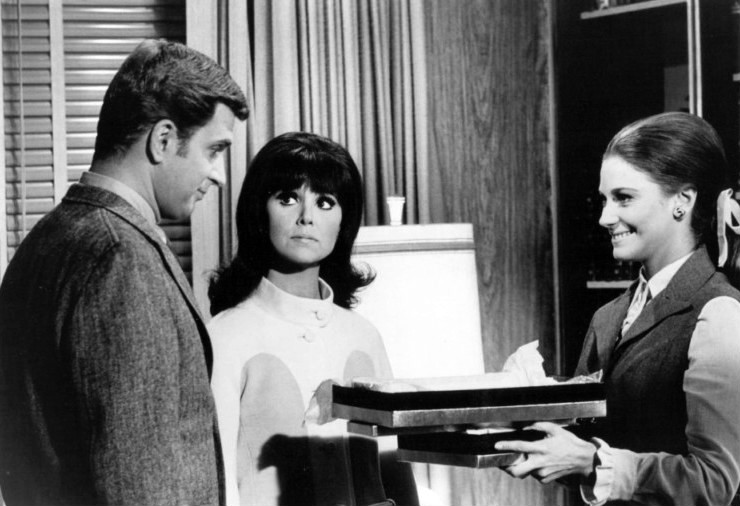
Thomas (centro) con el coprotagonista Ted Bessell (izquierda) y la estrella invitada Mary Frann (derecha), en una foto de 1968 de That Girl

Thomas protagonizó un piloto de ABC llamado Two's Company en 1965. Aunque no se vendió, llamó la atención de un ejecutivo de programación de ABC por su personalidad empática y buena apariencia. Se reunió con Thomas y expresó interés en elegirla para su propia serie. Con su apoyo, a Thomas se le ocurrió su propia idea para un programa sobre una joven que se va de casa, se muda a la ciudad de Nueva York y lucha por convertirse en actriz. La cadena inicialmente dudaba, temiendo que el público encontrara una serie centrada en una sola mujer poco interesante o poco realista.
El concepto eventualmente se convirtió en la comedia titulada That Girl, en la que Thomas interpretó a Ann Marie, una actriz hermosa y prometedora con un novio escritor, interpretado por Ted Bessell. La serie contaba las luchas diarias de Ann con diferentes trabajos temporales mientras perseguía su sueño de una carrera en Broadway. That Girl fue uno de los primeros programas de televisión que se centró en una mujer soltera que trabaja y que no vivía con sus padres, y allanó el camino para muchos programas por venir. Thomas fue la segunda mujer en producir su propia serie, después de Lucille Ball. That Girl se emitió de 1966 a 1971, produciendo 136 episodios y tuvo un desempeño sólido en las calificaciones de Nielsen.
En 1971, Thomas decidió terminar la serie después de cinco años. Tanto ABC como la patrocinadora del programa, Clairol, querían que el final de la serie fuera una boda entre los dos personajes centrales, pero Thomas los rechazó, diciendo que sentía que era el mensaje equivocado para enviar a su audiencia femenina, porque daría la impresión que el único final feliz es el matrimonio. Desde entonces, That Girl se ha vuelto popular en la redifusión.

### Carrera más tardía
Después de That Girl, ansiosa de expandir sus horizontes, Thomas asistió al Actors Studio, donde estudió con Lee Strasberg hasta su muerte en 1982, y posteriormente con la discípula de Strasberg, Sandra Seacat. Cuando ganó su premio Emmy a la Mejor Actriz Dramática en 1986 por la película para televisión Nobody's Child, agradeció a ambas personas.

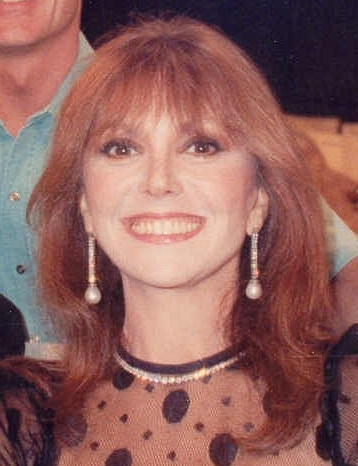
Thomas en los 41st Primetime Emmy Awards, 17 de septiembre de 1989

En 1972, lanzó un libro para niños, Free to Be ... You and Me, inspirado en su joven sobrina Dionne Gordon. Continuó creando múltiples grabaciones y especiales de televisión relacionados con ese título: Free to Be ... You and Me (1972, 1974) y Free to Be ... A Family (1987), con Christopher Cerf. También en 1972, se desempeñó como delegada de California en la Convención Nacional Demócrata en Miami Beach, Florida. Ayudó a la campaña presidencial de George McGovern en octubre de 1972 en el Star-Spangled Women for McGovern–Shriver, recitando una parodia de Love Story de Erich Segal para 19.000 personas en el Madison Square Garden.
En 1973, Thomas se unió a Gloria Steinem, Patricia Carbine y Letty Cottin Pogrebin como fundadoras de Ms. Foundation for Women, el primer fondo para mujeres en los Estados Unidos. La organización fue creada para entregar fondos y otros recursos a organizaciones que presentaban las voces de mujeres liberales en comunidades de todo el país.
En 1976, Thomas hizo una aparición especial en la comedia de situación de NBC The Practice como una paciente obstinada del personaje de su padre Danny Thomas, el Dr. Jules Bedford, y la química de padre e hija actuando juntos le dio un toque a las escenas conmovedoras de la habitación del hospital.
Ha aparecido como invitada en varias series de televisión, incluida Law & Order: Special Victims Unit (como la jueza Mary Conway Clark, mentora de ADA Casey Novak), Ballers, The New Normal, Wet Hot American Summer: Ten Years Later. También narró la serie Happily Never After en Investigation Discovery. De 1996 a 2002, Thomas interpretó a la madre de Jennifer Aniston, Sandra Green, en el programa de televisión Friends.
Thomas apareció en películas como Jenny (1970), Thieves (1977), In The Spirit  (1990), The Real Blonde (1997), Starstruck (1998), Deuce Bigalow: Male Gigolo (1999), Playing Mona Lisa (2000), LOL (2012) con Demi Moore y Miley Cyrus, y Cardboard Boxer (2014). Ella también protagonizó películas para televisión que incluyen It Happened One Christmas (1977; también lo produjo) (un remake de  It's a Wonderful Life), The Lost Honor of Kathryn Beck (1984; también lo produjo), Consenting Adult (1985), Nobody's Child  (1986; Emmy por Mejor Actriz Dramática), Rehén Aguantado: Held Hostage: The Sis and Jerry Levin Story (1991; también lo produjo), Reunion (1994; también lo produjo), Deceit (2004; también lo produjo), y Ultimate Betrayal (1994).
Los créditos teatrales de Thomas en Broadway incluyen Thieves (1974), Social Security (1986) y The Shadow Box (1994), y en 2011 interpretó a Doreen en la comedia de Elaine May George Is Dead in Relatively Speaking durante una serie de tres obras de teatro de un acto (The New York Times calificó la actuación de Thomas como "sublime"). Las otras dos obras fueron escritas por Woody Allen y Ethan Coen.

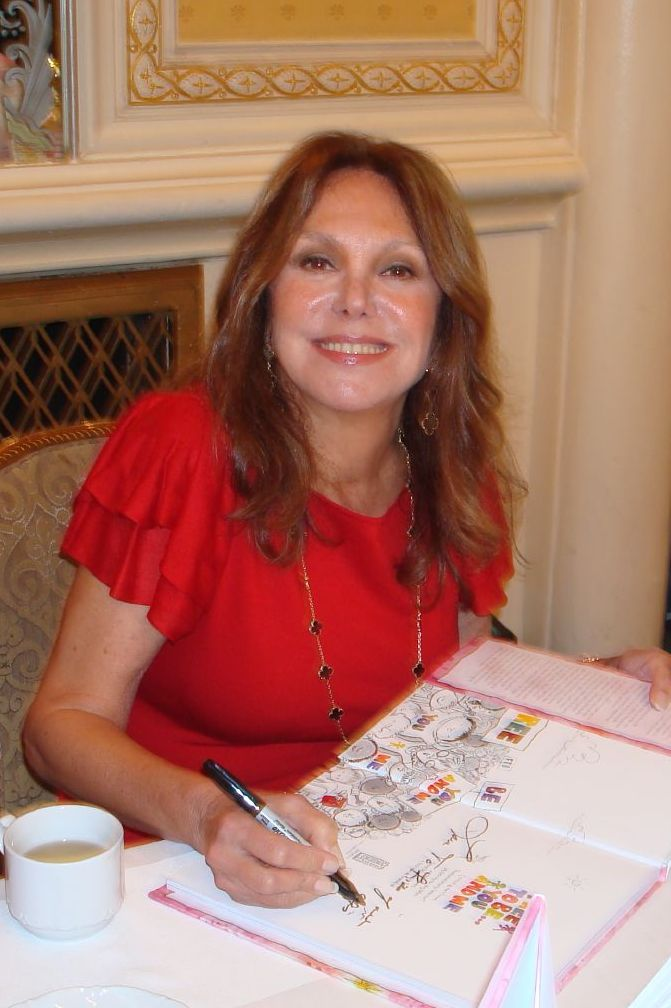
Thomas en 2008

Fuera de Broadway, Thomas ha aparecido en The Guys, The Exonerated (en la que también apareció en Chicago y Boston, coprotagonizada por Brian Dennehy), The Vagina Monologues y Love, Loss y What I Wore. También fuera de Broadway, apareció junto a Greg Mullavey en el debut en Nueva York de 2015 de la obra Clever Little Lies de Joe DiPietro en el Westside Theatre. Las producciones teatrales regionales incluyen: ¿Quién teme a Virginia Woolf? en el Hartford Stage; Woman In Mind en el Festival de Teatro de Berkshire; Paper Doll, con F. Murray Abraham en el Teatro Público de Pittsburgh; y The Effect of Gamma Rays on Man-in-the-Moon Marigolds en el Cleveland Playhouse. En 1993, realizó una gira en la empresa nacional Six Degrees of Separation. En la primavera de 2008, protagonizó la última obra de Arthur Laurents, New Year's Eve con Keith Carradine, en el George Street Playhouse.
Thomas ha publicado siete libros best-sellers (tres de ellos número uno en ventas): Free to Be ... You and Me; Free to Be... A Family; The Right Words at the Right Time; The Right Words at the Right Time, Volume 2: Your Turn; Marlo Thomas and Friends: Thanks & Giving All Year Long (cuya versión en CD ganó el premio Grammy 2006 al Mejor álbum de palabras habladas para niños); sus memorias de 2009, Growing Up Laughing; and It Ain't Over...Till It's Over: Reinventing Your Life and Realizing Your Dreams Anytime, At Any Age.
Thomas se desempeña como directora de alcance nacional del St. Jude Children's Research Hospital en Memphis, Tennessee, que fue fundado por su padre, Danny Thomas. Ella donó todos los derechos de autor de su libro y CD de 2004 Marlo Thomas and Friends: Thanks & Giving All Year Long (también producido con Christopher Cerf) y sus dos libros Right Words at the Right Time al hospital.
En 2010, Thomas creó Marlothomas.com, un sitio web para mujeres mayores de 35 años, asociado con AOL y el Huffington Post.

## Honores
Thomas recibió cuatro premios Emmy, un Globo de Oro, un premio Grammy, un premio Jefferson y el premio Peabody.
En 1979, se produjo y distribuyó el juego de tarjetas coleccionables Supersisters; una de las tarjetas mostraba el nombre y la imagen de Thomas.
En 1996, recibió el premio Women in Film Lucy en reconocimiento a su excelencia e innovación en sus trabajos creativos que han mejorado la percepción de las mujeres a través de la televisión.
El 20 de noviembre de 2014, se inauguró el Centro Marlo Thomas para la Educación y la Colaboración Global como parte del St. Jude Children's Research Hospital. Hillary Clinton presidió la ceremonia de inauguración.
El 24 de noviembre de 2014, el presidente Barack Obama otorgó a Thomas la Medalla Presidencial de la Libertad, el honor más alto que puede recibir un civil estadounidense, en una ceremonia en la Casa Blanca.

## Vida personal
Thomas mantuvo una larga relación con el dramaturgo Herb Gardner.
En 1977, Thomas fue invitada a Donahue, el programa de entrevistas de televisión, cuando ella y el presentador Phil Donahue se enamoraron «a primera vista». Se casaron el 21 de mayo de 1980. Thomas es madrastra de los cinco hijos de Donahue de su primer matrimonio. Con respecto a su relación con sus hijastros, Thomas le dijo a AARP en mayo de 2012, «desde el primer día, decidí que no iba a tratar de ser una "madre" para los hijos de Phil en el sentido tradicional -ellos ya tenían una madre- sino, en cambio, ser su amiga. Me enorgullece decir que las amistades que establecí con ellos son tan fuertes hoy como lo eran hace treinta años, incluso más fuertes».

## Filmografía

### Películas
| Año  | Película                   | Personaje         | Observaciones                                                |
| ---- | -------------------------- | ----------------- | ------------------------------------------------------------ |
| 1970 | Jenny                      | Jenny             | Nominada – Globo de Oro a la nueva estrella del año – Actriz |
| 1977 | Thieves                    | Sally Cramer      |                                                              |
| 1990 | In The Spirit              | Reva Prosky       |                                                              |
| 1993 | Falling Down               | Reportera de KTLA |                                                              |
| 1997 | The Real Blonde            | Blair             |                                                              |
| 1998 | Starstruck                 | Linda Phaeffle    |                                                              |
| 1999 | Deuce Bigalow: Male Gigolo | Margaret          | Cameo sin acreditar                                          |
| 2000 | Playing Mona Lisa          | Shelia Goldstein  |                                                              |
| 2012 | LOL                        | Gran              |                                                              |
| 2017 | The Female Brain           | Lynne             |                                                              |
| 2018 | Ocean's 8                  | Rene              |                                                              |

### Televisivo
| Año        | Película                                    | Función              | Notas |
| ---------- | ------------------------------------------- | -------------------- | --- |
| 1960       | The Many Loves of Dobie Gillis              | La novia de Frank    | Episodio: "The Hunger Strike" |
| 1960       | 77 Sunset Strip                             | Amina                | Episodio: "The Fanatics" |
| 1961       | Zane Grey Theater                           | Laurie Dubro         | Episodio: "Honor Bright" (con su papá, Danny Thomas) |
| 1961       | Thriller                                    | Susan Baker          | Episodio: "The Ordeal of Dr. Cordell" |
| 1961@–1962 | The Joey Bishop Show                        | Stella               | 10 episodios |
| 1962       | Insight                                     | Jeanne Brown         | Episodio: "The Sophomore" |
| 1964       | Arrest and Trial                            | Angela Tucci         | Episodio: "The Tigers Are for Jungles" |
| 1964       | Bonanza                                     | Tai Lee              | Episodio: "A Pink Cloud Comes from Old Cathay" |
| 1964       | My Favorite Martian                         | Paula Clayfield      | Episodio: "Miss Jekyll and Hyde" |
| 1964       | Wendy y Me                                  | Carol                | Episodio: "Wendy's Anniversary for --?" |
| 1964       | McHale's Navy                               | Cynthia Prentice     | Episodio: "The Missing Link" |
| 1965       | What's My Line?                             | Ella                 | Panelist |
| 1965       | The Donna Reed Show                         | Louise Bissell       | Episodio: "Guests, Guests, Who Needs Guests?" |
| 1965       | Two's Company                               | Caroline Sommers     | Piloto sin vender |
| 1965       | Ben Casey                                   | Claire Schaeffer     | Episodio: "Tres Li'l Lambs" |
| 1966@–1971 | Aquella Chica                               | Ann Marie            | 137 episodiosPremio Globo de Oro para mejor actriz en televisión (1967) Premio TV Land for favorite fashion Plate - Actriz (2004) Nominada - Premio Primetime Emmy a la mejor actriz principal en una serie de comedia (1967-1971) Nominado - Premio TV Land al plato de moda más moderno - Femenino (2003) |
| 1967       | Criquet on the Hearth                       | Bertha (Voz)         | Película de televisión |
| 1973       | The ABC Saturday Superstar Movie            | Anne Marie (voz)     | Episodio: "That Girl in Wonderland" |
| 1973       | Acts of Love and Other Comedies             | Varios               | Película de televisión |
| 1976       | The Practice                                | Judy Sinclair        | Episodio: "Judy Sinclair" |
| 1977       | It Happned One Christmas                    | Mary Bailey Hatch    | Película de televisión; también la produjo |
| 1980       | The Body Human: The Facts For Girls         | Anfitrión            | Documental de televisión |
| 1984       | The Lost Honor of Kathryn Beck              | Kathryn Beck         | Película de televisión; también lo produjo |
| 1985       | Consenting Adult                            | Tess Lynd            | Película de televisión Nominada – Premio Globo de Oro para mejor Actriz – Miniseries o Película Televisiva |
| 1986       | Nobody's Child                              | Marie Balter         | Película de televisión Nominated – Premio Globo de Oro para mejor Actriz – Miniseries o Película Televisiva |
| 1991       | Held Hostage: The Sis and Jerry Levin Story | Lucille 'Sis' Levin  | Película de televisión; también lo produjo |
| 1994       | Ultimate Betrayal                           | Adult Sharon Rodgers | Película de televisión |
| 1994       | Reunion                                     | Jessie Yates         | Película de televisión; también lo produjo |
| 1996       | Roseanne                                    | Tina Beige           | Episodio: "Satan, Darling" |
| 1996, 2002 | Friends                                     | Sandra Green         | Episodio: "The One with the Lesbian Wedding" Episodio: "The One with the Two Parties" Episodio: "The One with the Baby Shower" Nominada para actriz de reparto excepcional en una Serie de Comedia (1996)                                                                                                   |
| 1999       | Frasier                                     | Sophie (voz)         | 3 episodios |
| 2000       | Ally McBeal                                 | Lynnie Bishop        | Episodio: "Tis the Season" Episodio: "Love on Holiday" |
| 2002       | Two Against Time                            | Julie Portman        | Película de televisión |
| 2004       | Deceit                                      | Ellen McCarthy       | Película de televisión; también lo produjo |
| 2004       | Law & Order: Special Victims Unit           | Juez Mary Clark      | 4 episodios |
| 2007       | Ugly Betty                                  | Sandra Winthrop      | Episodio: "Something Wicked This Way Comes" |
| 2012       | The New Normal                              | Nancy Niles          | Episodio: "Baby Proofing" |
| 2015       | Ballers                                     |                      | Episodio: "Ends" |
| 2017       | Wet Hot American Summer: Ten Years Later    | Vivian               | |